# Beleidsaccumulatie
Beleidsaccumulatie is een proces waarin overheidsbeleid en de handhaving daarvan steeds verder worden aangescherpt ten gevolge van ontwijkend gedrag van de doelgroep. Dit verschijnsel kan er uiteindelijk toe leiden dat het beleidsproces verstopt raakt. 
Beleidsaccumulatie komt voor wanneer de  doeleinden van het overheidsbeleid niet overeenkomen met de gedragsmotieven van de doelgroep.